# Едуардо Кампос
Едуардо Кампос (порт. Eduardo Campos; Ресифе, 10. август 1965 — Сантос, 13. август 2014) био је гувернер државе Пернамбуко у Бразилу. Био је унук ранијег гувернера Мигела Араеса. Настрадао је у авионској несрећи 13. августа 2014. године.